# ЯМЗ-650
ЯМЗ-650 — родина рядних 6-циліндрових дизельних двигунів виробництва ВАТ «Автодизель» (Ярославський моторний завод), що входить до складу «Групи ГАЗ».
У 2007 році «Група ГАЗ» розпочала серійне складання важких рядних дизельних двигунів родини ЯМЗ-650 за технологічною ліцензією фірми Renault Trucks (DCi11). За основний було прийнято виробничий майданчик ВАТ «Автодизель» у м. Тутаєв, де розмістилася сучасна складальна лінія.

## Характеристики
- Число циліндрів: 6;
- Число клапанів: 12;
- Діаметр циліндра: 123 мм;
- Хід поршня: 156 мм;
- Робочий об'єм: 11.120 см3.
- Потужність: 311-412 к.с.

## Модифікації
- ЯМЗ-650.10, ЯМЗ-6501.10, ЯМЗ-6502.10 – Євро-3;
- ЯМЗ-651, ЯМЗ-6511 – Євро-4;
- ЯМЗ-652, ЯМЗ-6521 – відповідають Правилам ЄЕК ООН № 96-02.

## Автомобілі з двигуном ЯМЗ-650
- КрАЗ C20.2
- КрАЗ H23.2
- МАЗ-5440
- МАЗ-6430
- Урал-6370
- Урал-63685